# فهرست قوانین و مقررات ایران
برخی از قوانین و مقرراتی که از ابتدای تاسیس نهادهای قانونگذاری در ایران نظیر مجلس شورای ملی، مجلس سنا و مجلس شورای اسلامی به تصویب رسیده‌اند عبارتند از:
| قوانین و مقررات | قوانین و مقررات | قوانین و مقررات |
| --------------- | --- | --------------- |
| ردیف            | نام | سال تصویب       |
| ۱               | قانون بودجه سال ۱۳۹۹ کل کشور | ۱۳۹۸            |
| ۲               | قانون شفافیت و نظارت بر تأمین مالی فعالیت‌های انتخاباتی در انتخابات مجلس شورای اسلامی | ۱۳۹۸            |
| ۳               | قانون تمدید مهلت اجرای آزمایشی قانون شوراهای حل اختلاف | ۱۳۹۸            |
| ۴               | قانون الزام دولت در تعیین سرفصل «جنایات و توطئه‌های آمریکا» در کتب درسی مدارس و دانشگاه‌ها | ۱۳۹۸            |
| ۵               | قانون موافقتنامه تشویق و حمایت متقابل از سرمایه‌گذاری بین دولت جمهوری اسلامی ایران و دولت مجارستان | ۱۳۹۸            |
| ۶               | قانون پایانه‌های فروشگاهی و سامانه مؤدیان | ۱۳۹۸            |
| ۷               | قانون تسهیل تسویه بدهی بدهکاران شبکه بانکی کشور | ۱۳۹۸            |
| ۸               | قانون تشدید مجازات اسیدپاشی و حمایت از بزه‌دیدگان ناشی از آن | ۱۳۹۸            |
| ۹               | قانون اصلاح قانون تعیین تکلیف تابعیت فرزندان حاصل از ازدواج زنان ایرانی با مردان خارجی | ۱۳۹۸            |
| ۱۰              | قانون مدیریت بحران کشور مصوب ۱۳۹۸ | ۱۳۹۸            |
| ۱۱              | قانون حفاظت از خاک | ۱۳۹۸            |
| ۱۲              | قانون معافیت وزارتخانه‌ها و مؤسسات دولتی از پرداخت هزینه‌های ثبتی | ۱۳۹۸            |
| ۱۳              | قانون تفسیر جزء ۶بند ث ماده ۸۸ قانون برنامه ششم توسعه | ۱۳۹۷            |
| ۱۴              | قانون بودجه سال ۱۳۹۸ کل کشور | ۱۳۹۷            |
| ۱۵              | قانون اصلاح قانون مبارزه با پولشویی | ۱۳۹۷            |
| ۱۶              | قانون اصلاح قانون صدور چک | ۱۳۹۷            |
| ۱۷              | قانون اصلاح قانون ممنوعیت به‌کارگیری بازنشستگان | ۱۳۹۷            |
| ۱۸              | قانون اصلاح قانون مبارزه با تأمین مالی تروریسم | ۱۳۹۷            |
| ۱۹              | قانون دائمی‌شدن قانون استخدام نیروی انتظامی جمهوری اسلامی ایران | ۱۳۹۷            |
| ۲۰              | قانون دائمی شدن قانون مجازات اسلامی | ۱۳۹۷            |
| ۲۱              | قانون اصلاح قانون تشکیلات، وظایف و انتخابات شوراهای اسلامی کشور و انتخاب شهرداران | ۱۳۹۷            |
| ۲۲              | قانون اصلاح قانون اجرای سیاست‌های کلی اصل چهل و چهارم (۴۴) قانون اساسی | ۱۳۹۷            |
| ۲۳              | قانون الحاق دولت جمهوری اسلامی ایران به پیمان مودت و همکاری در جنوب شرقی آسیا | ۱۳۹۷            |
| ۲۴              | قانون الحاق موادی به قانون رفع موانع تولید رقابت‌پذیر و ارتقای نظام مالی کشور | ۱۳۹۷            |
| ۲۵              | قانون موافقتنامه انتقال محکومان بین دولت جمهوری اسلامی ایران و دولت جمهوری دمکراتیک سوسیالیستی سریلانکا | ۱۳۹۷            |
| ۲۶              | قانون حمایت از حقوق معلولان | ۱۳۹۷            |
| ۲۷              | قانون بودجه سال ۱۳۹۷ کل کشور | ۱۳۹۷            |
| ۲۸              | قانون حمایت از هنرمندان، استادکاران و فعالان صنایع دستی | ۱۳۹۶            |
| ۲۹              | قانون تفسیر چگونگی امهال وام | ۱۳۹۶            |
| ۳۰              | قانون پیشگیری و مقابله با تقلب در تهیه آثار علمی | ۱۳۹۶            |
| ۳۱              | قانون حمایت از توسعه و ایجاد اشتغال پایدار در مناطق روستایی و عشایری با استفاده از منابع صندوق توسعه ملی | ۱۳۹۶            |
| ۳۲              | قانون مقابله با نقض حقوق بشر و اقدامات ماجراجویانه و تروریستی آمریکا در منطقه | ۱۳۹۶            |
| ۳۳              | قانون اصلاح ماده (۸۶) قانون مالیات‌های مستقیم | ۱۳۹۶            |
| ۳۴              | قانون هوای پاک | ۱۳۹۶            |
| ۳۵              | قانون الغای برخی قوانین از تاریخ ۱۳۲۹/۱/۱ تا ۱۳۳۶/۷/۳۰ | ۱۳۹۶            |
| ۳۶              | قانون الغای برخی قوانین از تاریخ ۱۳۱۰/۱/۱ تا ۱۳۲۸/۱۲/۲۹ | ۱۳۹۶            |
| ۳۷              | قانون الغای برخی قوانین از تاریخ ۱۲۸۵/۶/۱۸ تا ۱۳۰۹/۱۲/۳۰ | ۱۳۹۶            |
| ۳۸              | قانون موافقتنامه تأسیس دالان حمل و نقل و گذر بین‌المللی بین دولتهای جمهوری اسلامی ایران، جمهوری اسلامی افغانستان و جمهوری هند (موافقتنامه چابهار)                                                              | ۱۳۹۶            |
| ۳۹              | قانون موافقتنامه تشویق و حمایت متقابل از سرمایه‌گذاری بین دولت جمهوری اسلامی ایران و دولت جمهوری سنگاپور | ۱۳۹۶            |
| ۴۰              | قانون موافقت‌نامه همکاری‌های اقتصادی بین دولت جمهوری اسلامی ایران و دولت جمهوری لهستان | ۱۳۹۶            |
| ۴۱              | قانون الحاق دو تبصره به ماده (۶۱۷) قانون مجازات اسلامی (کتاب پنجم ـ تعزیرات و مجازات‌های بازدارنده) | ۱۳۹۶            |
| ۴۲              | قانون تقویت و توسعه نظام استاندارد | ۱۳۹۶            |
| ۴۳              | قانون مجازات استفاده‌کنندگان غیرمجاز از آب، برق، تلفن، فاضلاب و گاز | ۱۳۹۶            |
| ۴۴              | قانون اصلاح موادی از قانون تشکیلات، وظایف و انتخابات شوراهای اسلامی کشور و انتخاب شهرداران | ۱۳۹۶            |
| ۴۵              | قانون بودجه سال ۱۳۹۶ کل کشور | ۱۳۹۶            |
| ۴۶              | قانون تنقیح قوانین مالیاتی کشور | ۱۳۹۶            |
| ۴۷              | قانون عضویت رئیس سازمان پدافند غیرعامل کشور در برخی از شوراهای عالی | ۱۳۹۶            |
| ۴۸              | قانون عضویت دولت جمهوری اسلامی ایران در مجمع مقامات مالیاتی کشورهای اسلامی | ۱۳۹۶            |
| ۴۹              | قانون حفاظت، احیاء و مدیریت تالاب‌های کشور | ۱۳۹۶            |
| ۵۰              | قانون نظام جامع آموزش و تربیت فنی، حرفه‌ای و مهارتی | ۱۳۹۶            |
| ۵۱              | قانون الحاق یک ماده به قانون مبارزه با مواد مخدر | ۱۳۹۶            |
| ۵۲              | قانون ترویج کتابت قرآن کریم به رسم‌الخط مفاخر ملی | ۱۳۹۶            |
| ۵۳              | قانون اصلاح ماده (۱) قانون توسعه حمل و نقل عمومی و مدیریت مصرف سوخت | ۱۳۹۶            |
| ۵۴              | قانون موافقت‌نامه همکاری در زمینه پیشگیری و واکنش به شرایط اضطراری در دریای خزر | ۱۳۹۶            |
| ۵۵              | قانون موافقت‌نامه بین دولت جمهوری اسلامی ایران و دولت جمهوری ارمنستان در مورد استفاده مشترک از دروازه مرزی نوردوز ـ مغری                                                                                       | ۱۳۹۶            |
| ۵۶              | قانون معاهده معاضدت دوجانبه در امور کیفری بین جمهوری اسلامی ایران و جمهوری کره | ۱۳۹۶            |
| ۵۷              | قانون موافقت‌نامه حمل و نقل دریایی بین دولت جمهوری اسلامی ایران و دولت جمهوری کره | ۱۳۹۶            |
| ۵۸              | قانون موافقت‌نامه انتقال محکومین بین جمهوری اسلامی ایران و جمهوری قزاقستان | ۱۳۹۶            |
| ۵۹              | قانون موافقت‌نامه همکاری بین دولت جمهوری اسلامی ایران و دولت جمهوری عراق در زمینه حفظ نباتات و قرنطینه گیاهی                                                                                                   | ۱۳۹۶            |
| ۶۰              | قانون موافقت‌نامه بین دولت جمهوری اسلامی ایران و دولت جمهوری آذربایجان | ۱۳۹۶            |
| ۶۱              | قانون معاهده بین جمهوری اسلامی ایران و جمهوری اندونزی در زمینه معاضدت حقوقی متقابل در امور کیفری | ۱۳۹۶            |
| ۶۲              | قانون اصلاحات پیوست معاهده (کنوانسیون) بین‌المللی ایمنی جان اشخاص در دریا مورخ ۱۹۷۴ (۱۳۵۳) و آیین‌نامه بین‌المللی امنیت کشتی‌ها و تسهیلات بندری (آی.اس.پی. اس)                                                    | ۱۳۹۶            |
| ۶۳              | قانون برنامه پنجساله ششم توسعه اقتصادی، اجتماعی و فرهنگی جمهوری اسلامی ایران (۱۴۰۰–۱۳۹۶) | ۱۳۹۵            |
| ۶۴              | قانون احکام دائمی برنامه‌های توسعه کشور | ۱۳۹۵            |
| ۶۵              | قانون اصلاح قانون بودجه سال ۱۳۹۵ کل کشور | ۱۳۹۵            |
| ۶۶              | قانون بودجه سال ۱۳۹۵ کل کشور | ۱۳۹۵            |
| ۶۷              | قانون بیمه اجباری خسارات واردشده به شخص ثالث در اثر حوادث ناشی از وسایل نقلیه | ۱۳۹۵            |
| ۶۸              | قانون ممنوعیت به‌کارگیری بازنشستگان | ۱۳۹۵            |
| ۶۹              | قانون جرم سیاسی | ۱۳۹۵            |
| ۷۰              | قانون الزام دولت به پیگیری جبران خسارات ناشی از اقدامات و جنایات آمریکا علیه ایران و اتباع ایرانی | ۱۳۹۵            |
| ۷۱              | قانون معاهده معاضدت قضائی در موضوعات مدنی و تجاری بین جمهوری اسلامی ایران و جمهوری خلق چین | ۱۳۹۵            |
| ۷۲              | قانون موافقتنامه انتقال محکومان به حبس بین جمهوری اسلامی ایران و جمهوری ارمنستان | ۱۳۹۵            |
| ۷۳              | قانون تسریع در امر تخلیه و بارگیری کشتیها در بنادر | ۱۳۹۵            |
| ۷۴              | قانون تأسیس و اداره مدارس و مراکز آموزش و پرورش غیردولتی | ۱۳۹۵            |
| ۷۵              | قانون اصلاح موادی از قانون تشکیلات، وظایف و انتخابات شوراهای اسلامی کشور و انتخاب شهرداران | ۱۳۹۵            |
| ۷۶              | قانون اصلاح ماده ۲۴۱ لایحه قانونی اصلاح قسمتی از قانون تجارت | ۱۳۹۵            |
| ۷۷              | قانون اصلاح مواد (۳)، (۶) و (۲۴) قانون اجرای سیاست‌های کلی اصل چهل و چهارم (۴۴) قانون اساسی | ۱۳۹۵            |
| ۷۸              | قانون نحوه فعالیت احزاب و گروه‌های سیاسی | ۱۳۹۴            |
| ۷۹              | قانون تصویب مقررات بین‌المللی جلوگیری از تصادم در دریا | ۱۳۹۵            |
| ۸۰              | قانون تصویب اصلاحات مقررات بین‌المللی ایمنی جان اشخاص در دریا | ۱۳۹۵            |
| ۸۱              | قانون تشکیل هیئت‌های انضباطی رسیدگی به شکایات و تخلفات کارکنان نیروهای مسلح | ۱۳۹۵            |
| ۸۲              | قانون مجازات خودداری از کمک به مصدومین و رفع مخاطرات جانی | ۱۳۹۴            |
| ۸۳              | قانون اصلاح موادی از قانون آیین‌نامه داخلی مجلس شورای اسلامی | ۱۳۹۴            |
| ۸۴              | قانون سنجش و پذیرش دانشجو در دوره‌های تحصیلات تکمیلی در دانشگاه‌ها و مراکز آموزش عالی کشور | ۱۳۹۴            |
| ۸۵              | قانون الحاق یک تبصره به ماده ۵۰۵ قانون آیین دادرسی دادگاه‌های عمومی و انقلاب (در امور مدنی) | ۱۳۹۴            |
| ۸۶              | قانون توسعه و بهینه‌سازی آب شرب شهری و روستایی در کشور | ۱۳۹۴            |
| ۸۷              | قانون اعتبار اسناد عادی وامهای‌پرداختی شرکتهای تعاونی روستایی، عشایری و صیادی به اعضاء | ۱۳۹۴            |
| ۸۸              | قانون اصلاح قانون بیمه عمر و حوادث پرسنل نیروهای مسلح، وزارت دفاع و پشتیبانی نیروهای مسلح و سازمانهای تابعه یا وابسته به آنها                                                                                 | ۱۳۹۴            |
| ۸۹              | قانون اصلاح قانون نحوه جبران زحمات و خسارات کارکنان سازمان حفاظت محیط زیست در ارتباط با جرائم زیست‌محیطی | ۱۳۹۴            |
| ۹۰              | قانون شوراهای حل اختلاف | ۱۳۹۴            |
| ۹۱              | قانون تسری مواد ۷۹ و ۸۳ قانون استخدام نیروی انتظامی جمهوری اسلامی ایران به کارکنان ارتش جمهوری اسلامی ایران و سپاه پاسداران انقلاب اسلامی                                                                     | ۱۳۹۴            |
| ۹۲              | قانون رسیدگی به دارایی مقامات، مسئولان و کارگزاران جمهوری اسلامی ایران | ۱۳۹۴            |
| ۹۳              | قانون پیشگیری از وقوع جرم | ۱۳۹۴            |
| ۹۴              | قانون حمایت از صنعت برق کشور | ۱۳۹۴            |
| ۹۵              | قانون اصلاح موادی از قانون مبارزه با قاچاق کالا و ارز | ۱۳۹۴            |
| ۹۶              | قانون ماده واحده تمدید مهلت اجرای آزمایشی قانون ثبت اختراعات، طرحهای صنعتی و علائم تجاری | ۱۳۹۴            |
| ۹۷              | قانون الحاق یک تبصره به ماده ۴۱ قانون پولی و بانکی کشور | ۱۳۹۴            |
| ۹۸              | قانون اقدام متناسب و متقابل دولت جمهوری اسلامی ایران در اجرای برجام | ۱۳۹۴            |
| ۹۹              | قانون اصلاح قانون مالیات‌های مستقیم | ۱۳۹۴            |
| ۱۰۰             | قانون اصلاح قانون آیین دادرسی کیفری | ۱۳۹۴            |
| ۱۰۱             | قانون حمایت از آمران به معروف و ناهیان از منکر | ۱۳۹۴            |
| ۱۰۲             | قانون نحوه اجرای قسمتی از اصل یکصد و شصتم قانون اساسی) اختیارات وزیر دادگستری( | ۱۳۹۴            |
| ۱۰۳             | قانون مبارزه با تأمین مالی تروریسم | ۱۳۹۴            |
| ۱۰۴             | قانون امکان‌سنجی انتقال مرکز سیاسی و اداری کشور و ساماندهی و تمرکززدایی از تهران | ۱۳۹۴            |
| ۱۰۵             | قانون اجازه الحاق دولت جمهوری اسلامی ایران به تشریفات (پروتکل)های اصلاحی (۱)، (۲) و (۴) کنوانسیون ورشو و اصلاحی آن به موجب تشریفات (پروتکل) لاهه مربوط به یکسان کردن برخی از مقررات حمل و نقل هوایی بین‌المللی | ۱۳۹۴            |
| ۱۰۶             | قانون رفع موانع تولیدِ رقابت‌پذیر و ارتقای نظام مالی کشور | ۱۳۹۴            |
| ۱۰۷             | قانون نحوه اجرای محکومیت‌های مالی | ۱۳۹۴            |
| ۱۰۸             | قانون الحاق برخی مواد به قانون تنظیم بخشی از مقررات مالی دولت (۲) | ۱۳۹۳            |
| ۱۰۹             | قانون بودجه ۱۳۹۴ کل کشور | ۱۳۹۳            |
| ۱۱۰             | قانون جامع حدنگار (کاداستر) کشور | ۱۳۹۳            |
| ۱۱۱             | قانون آیین دادرسی جرائم نیروهای مسلح و دادرسی الکترونیکی | ۱۳۹۳            |
| ۱۱۲             | قانون تعیین حریم حفاظتی ـ امنیتی اماکن و تأسیسات کشور | ۱۳۹۳            |
| ۱۱۳             | قانون تعیین تعرفه‌های خدمات مرکز توسعه تجارت الکترونیکی | ۱۳۹۳            |
| ۱۱۴             | قانون بودجه سال ۱۳۹۳ کل کشور | ۱۳۹۳            |
| ۱۱۵             | قانون آیین دادرسی کیفری | ۱۳۹۲            |
| ۱۱۶             | قانون مجازات اسلامی (کتاب اول تا چهارم – کلیات، حدود، قصاص، دیات) | ۱۳۹۲            |
| ۱۱۷             | قانون تسریع در بازسازی مناطق آسیب‌دیده در اثر حوادث غیرمترقبه | ۱۳۹۲            |
| ۱۱۸             | قانون تشکیلات و آیین دادرسی دیوان عدالت اداری | ۱۳۹۲            |
| ۱۱۹             | قانون اجازه تعیین و وصول حق امتیاز فعالیت بخش غیردولتی در زمینه پست و مخابرات | ۱۳۹۲            |
| ۱۲۰             | قانون اصلاح قوانین تنظیم جمعیت و خانواده | ۱۳۹۲            |
| ۱۲۱             | قانون مبارزه با قاچاق کالا و ارز | ۱۳۹۲            |
| ۱۲۲             | قانون سنجش و پذیرش دانشجو در دانشگاه‌ها و مراکز آموزش عالی کشور | ۱۳۹۲            |
| ۱۲۳             | قانون حمایت از کودکان و نوجوانان بی‌سرپرست و بد سرپرست | ۱۳۹۲            |
| ۱۲۴             | قانون وظایف و اختیارات وزارت نفت | ۱۳۹۱            |
| ۱۲۵             | قانون الحاق دولت جمهوری اسلامی ایران به کنوانسیون لغو ضرورت تصدیق رسمی اسناد دولتی بیگانه | ۱۳۹۱            |
| ۱۲۶             | قانون حمایت خانواده | ۱۳۹۱            |
| ۱۲۷             | قانون تعیین حدود مسؤولیت شرکت‌های هواپیمایی ایرانی | ۱۳۹۱            |
| ۱۲۸             | قانون جامع خدمات‌رسانی به ایثارگران | ۱۳۹۱            |
| ۱۲۹             | قانون حداکثر استفاده از توان تولیدی و خدماتی در تأمین نیازهای کشور و تقویت آنها در امر صادرات | ۱۳۹۱            |
| ۱۳۰             | قانون نظارت مجلس بر رفتار نمایندگان | ۱۳۹۱            |
| ۱۳۱             | قانون صلاحیت دادگستری جمهوری اسلامی ایران برای رسیدگی به دعاوی مدنی علیه دولتهای خارجی | ۱۳۹۰            |
| ۱۳۲             | قانون نظارت بر رفتار قضات | ۱۳۹۰            |
| ۱۳۳             | قانون بهبود مستمر محیط کسب و کار | ۱۳۹۰            |
| ۱۳۴             | قانون مجازات قاچاق اسلحه و مهمات و دارندگان سلاح و مهمات غیرمجاز | ۱۳۹۰            |
| ۱۳۵             | قانون امور گمرکی | ۱۳۹۰            |
| ۱۳۶             | قانون تعیین تکلیف وضعیت ثبتی اراضی و ساختمانهای فاقد سند رسمی | ۱۳۹۰            |
| ۱۳۷             | قانون ارتقاء سلامت نظام اداری و مقابله با فساد | ۱۳۹۰            |
| ۱۳۸             | قانون برنامه پنجساله پنجم توسعه جمهوری اسلامی ایران (۱۳۹۰–۱۳۹۴) | ۱۳۸۹            |
| ۱۳۹             | قانون پیش فروش ساختمان | ۱۳۸۹            |
| ۱۴۰             | قانون رسیدگی به تخلفات رانندگی | ۱۳۸۹            |
| ۱۴۱             | قانون اصلاح الگوی مصرف انرژی | ۱۳۸۹            |
| ۱۴۲             | قانون افزایش بهره‌وری بخش کشاورزی و منابع طبیعی | ۱۳۸۹            |
| ۱۴۳             | قانون تأسیس شرکت‌های تعاونی توسعه و عمران شهرستانی | ۱۳۸۹            |
| ۱۴۴             | قانون تدوین و تنقیح قوانین و مقررات کشور | ۱۳۸۹            |
| ۱۴۵             | قانون مستنثی شدن شهرداریهای کشور در واگذاری قسمتی از پارکها و میادین و اموال عمومی اعم از عرصه و اعیان از شمول قوانین مربوط به مالک و مستأجر                                                                  | ۱۳۸۹            |
| ۱۴۶             | قانون ایمنی زیستی جمهوری اسلامی ایران | ۱۳۸۸            |
| ۱۴۷             | قانون جرایم رایانه‌ای | ۱۳۸۸            |
| ۱۴۸             | قانون مجازات استفاده غیرمجاز از عناوین علمی | ۱۳۸۸            |
| ۱۴۹             | قانون الحاق موادی به قانون ساماندهی و حمایت از تولید و عرضه مسکن | ۱۳۸۸            |
| ۱۵۰             | قانون هدفمند کردن یارانه‌ها | ۱۳۸۸            |
| ۱۵۱             | قانون حمایت از حقوق مصرف‌کنندگان | ۱۳۸۸            |
| ۱۵۲             | قانون انتشار و دسترسی آزاد به اطلاعات | ۱۳۸۸            |
| ۱۵۳             | قانون ارتقاء بهره‌وری کارکنان بالینی نظام سلامت | ۱۳۸۸            |
| ۱۵۴             | قانون توسعه ابزارها و نهادهای مالی جدید به منظور تسهیل اجراء سیاست‌های کلی اصل چهل و چهارم قانون اساسی | ۱۳۸۸            |
| ۱۵۵             | قانون تعیین تکلیف استخدامی معلمین حق‌التدریسی و آموزشیاران نهضت سوادآموزی در وزارت آموزش و پرورش | ۱۳۸۸            |
| ۱۵۶             | قانون نحوه واگذاری مالکیت و اداره امور شهرک‌های صنعتی | ۱۳۸۷            |
| ۱۵۷             | قانون اجرای سیاستهای کلی اصل چهل و چهارم (۴۴) قانون اساسی | ۱۳۸۷            |
| ۱۵۸             | قانون اصلاح قانون بیمه اجباری مسؤولیت مدنی دارندگان وسایل نقلیه موتوری زمینی در مقابل شخص ثالث (منسوخ) | ۱۳۸۷            |
| ۱۵۹             | قانون اصلاح قانون تأمین اجتماعی و برخی قوانین مربوط به منظور تشویق کارفرمایان به تأدیه دیون معوقه سنواتی بابت حق بیمه و بیمه بیکاری کارکنان                                                                   | ۱۳۸۷            |
| ۱۶۰             | قانون ساماندهی و حمایت از تولید و عرضه مسکن | ۱۳۸۷            |
| ۱۶۱             | قانون شوراهای حل اختلاف (منسوخ) | ۱۳۸۷            |
| ۱۶۲             | قانون مالیات بر ارزش افزوده | ۱۳۸۷            |
| ۱۶۳             | قانون تشکیل سازمان مدیریت بحران کشور | ۱۳۸۷            |
| ۱۶۴             | قانون رفع برخی از موانع تولید و سرمایه گذاری صنعتی | ۱۳۸۷            |
| ۱۶۵             | قانون حمایت از حقوق مصرف‌کنندگان خودرو | ۱۳۸۶            |
| ۱۶۶             | قانون نحوه مجازات اشخاصی که در امور سمعی و بصری فعالیت های غیرمجاز می‌نمایند | ۱۳۸۶            |
| ۱۶۷             | قانون ثبت اختراعات، طرح‌های صنعتی و علائم تجاری | ۱۳۸۶            |
| ۱۶۸             | قانون مبارزه با پول‌شویی | ۱۳۸۶            |
| ۱۶۹             | قانون مدیریت خدمات کشوری | ۱۳۸۶            |
| ۱۷۰             | قانون بیمه‌های اجتماعی کارگران ساختمانی | ۱۳۸۶            |
| ۱۷۱             | قانون بازنشستگی پیش از موعد کارکنان دولت | ۱۳۸۶            |
| ۱۷۲             | قانون الحاق دولت جمهوری اسلامی ایران به پروتکل اختیاری کنوانسیون حقوق کودک | ۱۳۸۶            |
| ۱۷۳             | قانون تسهیل اعطاء تسهیلات بانکی و کاهش هزینه‌های طرح و تسریع در اجراء طرحهای تولیدی و افزایش منابع مالی و کارایی بانکها                                                                                        | ۱۳۸۶            |
| ۱۷۴             | قانون توسعه حمل و نقل عمومی و مدیریت مصرف سوخت | ۱۳۸۶            |
| ۱۷۵             | قانون تسهیل تنظیم اسناد در دفاتر اسناد رسمی | ۱۳۸۵            |
| ۱۷۶             | قانون جامع کنترل و مبارزه ملی با دخانیات | ۱۳۸۵            |
| ۱۷۷             | قانون تعیین تکلیف تابعیت فرزندان حاصل از ازدواج زنان ایرانی با مردان خارجی | ۱۳۸۵            |
| ۱۷۸             | قانون حمایت از سامانه‌های حمل و نقل ریلی شهری و حومه | ۱۳۸۵            |
| ۱۷۹             | قانون جلوگیری از خردشدن اراضی کشاورزی و ایجاد قطعات مناسب فنی، اقتصادی | ۱۳۸۵            |
| ۱۸۰             | قانون نحوه جبران زحمات و خسارات کارکنان سازمان حفاظت محیط زیست در ارتباط با جرایم زیست‌محیطی | ۱۳۸۴            |
| ۱۸۱             | قانون تسهیل ازدواج جوانان | ۱۳۸۴            |
| ۱۸۲             | قانون الحاق موادی به قانون تنظیم بخشی از مقررات مالی دولت (۱) | ۱۳۸۴            |
| ۱۸۳             | قانون تشکیل و اداره مناطق ویژه اقتصادی جمهوری اسلامی ایران | ۱۳۸۴            |
| ۱۸۴             | قانون بازار اوراق بهادار جمهوری اسلامی ایران | ۱۳۸۴            |
| ۱۸۵             | قانون تعاریف محدوده و حریم شهر، روستا و شهرک و نحوه تعیین آن‌ها | ۱۳۸۴            |
| ۱۸۶             | قانون سقط درمانی | ۱۳۸۴            |
| ۱۸۷             | قانون جامع حمایت از حقوق معلولان | ۱۳۸۳            |
| ۱۸۸             | قانون مدیریت پسماندها | ۱۳۸۳            |
| ۱۸۹             | قانون برگزاری مناقصات | ۱۳۸۳            |
| ۱۹۰             | قانون برنامه چهارم توسعه اقتصادی، اجتماعی و فرهنگی جمهوری اسلامی ایران | ۱۳۸۳            |
| ۱۹۱             | قانون احترام به آزادی‌های مشروع و حفظ حقوق شهروندی | ۱۳۸۳            |
| ۱۹۲             | قانون مبارزه با قاچاق انسان | ۱۳۸۳            |
| ۱۹۳             | قانون سازمان نظام پزشکی جمهوری اسلامی ایران | ۱۳۸۳            |
| ۱۹۴             | قانون تنظیم بازار غیرمتشکل پولی | ۱۳۸۳            |
| ۱۹۵             | قانون تجارت الکترونیکی | ۱۳۸۲            |
| ۱۹۶             | قانون نظام صنفی کشور | ۱۳۸۲            |
| ۱۹۷             | قانون مجازات جرائم نیروهای مسلح | ۱۳۸۲            |
| ۱۹۸             | قانون نحوه اهداء جنین به زوجین نابارور | ۱۳۸۲            |
| ۱۹۹             | قانون استخدام نیروی انتظامی جمهوری اسلامی ایران | ۱۳۸۲            |
| ۲۰۰             | قانون ثبت ارقام گیاهی و کنترل و گواهی بذر و نهال | ۱۳۸۲            |
| ۲۰۱             | قانون هیئت منصفه | ۱۳۸۲            |
| ۲۰۲             | قانون وظایف و اختیارات وزارت ارتباطات و فناوری اطلاعات | ۱۳۸۲            |
| ۲۰۳             | قانون تنظیم بخشی از مقررات تسهیل نوسازی صنایع کشور و اصلاح ماده (۱۱۳) قانون برنامه سوم توسعه اقتصادی، اجتماعی و فرهنگی جمهوری اسلامی ایران                                                                    | ۱۳۸۲            |
| ۲۰۴             | قانون منع فروش و واگذاری اراضی فاقد کاربری مسکونی برای امر مسکن به شرکتهای تعاونی مسکن و سایر اشخاص حقیقی و حقوقی                                                                                             | ۱۳۸۱            |
| ۲۰۵             | قانون تسری امتیازات خاص بانکها به مؤسسات اعتباری غیر بانکی مجاز | ۱۳۸۱            |
| ۲۰۶             | قانون حمایت از کودکان و نوجوانان | ۱۳۸۱            |
| ۲۰۷             | قانون تشویق و حمایت سرمایه‌گذاری خارجی | ۱۳۸۱            |
| ۲۰۸             | قانون کانون کارشناسان رسمی دادگستری | ۱۳۸۱            |
| ۲۰۹             | قانون تنظیم بخشی از مقررات مالی دولت | ۱۳۸۰            |
| ۲۱۰             | قانون انتقال زندانها و مراکز اقدامات تأمینی و تربیتی موجود به خارج از شهرها | ۱۳۸۰            |
| ۲۱۱             | قانون ایجاد سازمان نظام پرستاری جمهوری اسلامی ایران | ۱۳۸۰            |
| ۲۱۲             | قانون ممنوعیت بازداشت کسانی که مصدومین را به مراکز درمانی منتقل می‌نمایند | ۱۳۸۰            |
| ۲۱۳             | قانون آیین دادرسی دادگاه‌های عمومی و انقلاب (در امور مدنی) | ۱۳۷۹            |
| ۲۱۴             | قانون آیین‌نامه داخلی مجلس شورای اسلامی | ۱۳۷۹            |
| ۲۱۵             | قانون پیوند اعضای بیماران فوت شده یا بیمارانی که مرگ مغزی آنان مسلم است | ۱۳۷۹            |
| ۲۱۶             | قانون تشکیل وزارت جهاد کشاورزی | ۱۳۷۹            |
| ۲۱۷             | قانون برنامه سوم توسعه اقتصادی، اجتماعی و فرهنگی جمهوری اسلامی ایران | ۱۳۷۹            |
| ۲۱۸             | قانون آیین دادرسی دادگاه‌های عمومی و انقلاب (در امور مدنی) | ۱۳۷۹            |
| ۲۱۹             | قانون اصلاح پاره ای از مقررات مربوط به حقوق بازنشستگی، بانوان شاغل، خانواده‌ها و سایر کارکنان | ۱۳۷۹            |
| ۲۲۰             | قانون حمایت از حقوق پدید آورندگان نرم‌افزارهای رایانه‌ای | ۱۳۷۹            |
| ۲۲۱             | قانون اجازه تأسیس بانک‌های غیردولتی | ۱۳۷۹            |
| ۲۲۲             | قانون انتخابات مجلس شورای اسلامی | ۱۳۷۸            |
| ۲۲۳             | قانون لزوم رسیدگی دقیق به شکایات داوطلبان رد صلاحیت شده در انتخابات مختلف | ۱۳۷۸            |
| ۲۲۴             | قانون آیین دادرسی دادگاه‌های عمومی و انقلاب (در امور کیفری) (منسوخ) | ۱۳۷۸            |
| ۲۲۵             | قانون وظایف و اختیارات رئیس قوه قضائیه | ۱۳۷۸            |
| ۲۲۶             | قانون ایجاد تسهیلات برای توسعه طرحهای فاضلاب و بازسازی شبکه‌های آب شهری | ۱۳۷۷            |
| ۲۲۷             | قانون نحوه اجرای محکومیتهای مالی (منسوخ) | ۱۳۷۷            |
| ۲۲۸             | قانون معادن | ۱۳۷۷            |
| ۲۲۹             | قانون کیفیت اخذ پروانه وکالت دادگستری | ۱۳۷۶            |
| ۲۳۰             | قانون اصلاح قانون مبارزه با مواد مخدر و الحاق موادی به آن | ۱۳۷۶            |
| ۲۳۱             | قانون روابط موجر و مستأجر | ۱۳۷۶            |
| ۲۳۲             | قانون نحوه انتشار اوراق مشارکت | ۱۳۷۶            |
| ۲۳۳             | قانون استفاده اجباری از کمربند و کلاه ایمنی | ۱۳۷۶            |
| ۲۳۴             | قانون سرباز قهرمان | ۱۳۷۶            |
| ۲۳۵             | قانون استفاده وزارت بهداشت، درمان و آموزش پزشکی از مشمولان خدمت وظیفه عمومی در زمان صلح | ۱۳۷۶            |
| ۲۳۶             | قانون الحاق یک تبصره به ماده ۱۰۸۲ قانون مدنی در خصوص مهریه | ۱۳۷۶            |
| ۲۳۷             | قانون الزام اختصاص شماره ملی و کد پستی برای کلیه اتباع ایرانی | ۱۳۷۶            |
| ۲۳۸             | قانون داوری تجاری بین‌المللی | ۱۳۷۶            |
| ۲۳۹             | قانون مجازات اسلامی (کتاب پنجم – تعزیرات و مجازات‌های بازدارنده) | ۱۳۷۵            |
| ۲۴۰             | قانون تشکیلات، وظایف و انتخاب شوراهای اسلامی کشور و انتخاب شهرداران | ۱۳۷۵            |
| ۲۴۱             | قانون نقل و انتقال دوره‌ای قضات | ۱۳۷۵            |
| ۲۴۲             | قانون ممنوعیت به‌کارگیری اسامی، عناوین و اصطلاحات بیگانه | ۱۳۷۵            |
| ۲۴۳             | قانون تسرّی قانون گزینش معلمان و کارکنان آموزش و پرورش به کارکنان سایر وزارتخانه‌ها و سازمانها و مؤسسات و شرکتهای دولتی                                                                                         | ۱۳۷۵            |
| ۲۴۴             | قانون الحاق دولت جمهوری اسلامی ایران به کنوانسیون تنوع زیستی | ۱۳۷۵            |
| ۲۴۵             | قانون حفظ کاربری اراضی زراعی و باغها | ۱۳۷۴            |
| ۲۴۶             | قانون نظام مهندسی و کنترل ساختمان | ۱۳۷۴            |
| ۲۴۷             | قانون تسهیلات استخدامی و اجتماعی جانبازان انقلاب اسلامی | ۱۳۷۴            |
| ۲۴۸             | قانون نحوه جلوگیری از آلودگی هوا (منسوخ) | ۱۳۷۴            |
| ۲۴۹             | قانون استخدامی وزارت اطلاعات | ۱۳۷۴            |
| ۲۵۰             | قانون گزینش معلمان و کارکنان آموزش و پرورش | ۱۳۷۴            |
| ۲۵۱             | قانون حمل و نقل و عبور کالاهای خارجی از قلمرو جمهوری اسلامی ایران | ۱۳۷۴            |
| ۲۵۲             | قانون استفاده بعضی از دستگاه‌ها از نماینده حقوقی در مراجع قضائی | ۱۳۷۴            |
| ۲۵۳             | قانون نظام هماهنگ حقوق بازنشستگی و وظیفه | ۱۳۷۳            |
| ۲۵۴             | قانون تشکیل دادگاه‌های عمومی و انقلاب | ۱۳۷۳            |
| ۲۵۵             | قانون ممنوعیت بکارگیری تجهیزات دریافت از ماهواره | ۱۳۷۳            |
| ۲۵۶             | قانون فهرست نهادها و مؤسسات عمومی غیردولتی | ۱۳۷۳            |
| ۲۵۷             | قانون مقررات تردد وسائل نقلیه خارجی | ۱۳۷۳            |
| ۲۵۸             | قانون وصول برخی از درآمدهای دولت و مصرف آن در موارد معیّن | ۱۳۷۳            |
| ۲۵۹             | قانون تشکیل دادگاه‌های عمومی و انقلاب | ۱۳۷۳            |
| ۲۶۰             | قانون ممنوعیت تصدی بیش از یک شغل | ۱۳۷۳            |
| ۲۶۱             | قانون گذرانیدن مدت خدمت وظیفه فارغ‌التحصیلان دانشکده علوم قضائی در محاکم قضائی کشور | ۱۳۷۳            |
| ۲۶۲             | قانون بیمه همگانی خدمات درمانی کشور | ۱۳۷۳            |
| ۲۶۳             | قانون بکارگیری سلاح توسط مأمورین نیروهای مسلح درموارد ضروری | ۱۳۷۳            |
| ۲۶۴             | قانون استفاده از خدمات تخصصی و حرفه‌ای حسابداران ذی‌صلاح به عنوان حسابدار رسمی | ۱۳۷۲            |
| ۲۶۵             | قانون رسیدگی به تخلفات اداری | ۱۳۷۲            |
| ۲۶۶             | قانون تشکیل سازمان پزشکی قانونی کشور | ۱۳۷۲            |
| ۲۶۷             | قانون اجازه الحاق دولت جمهوری اسلامی ایران به کنوانسیون حقوق کودک | ۱۳۷۲            |
| ۲۶۸             | قانون مقررات صادرات و واردات | ۱۳۷۲            |
| ۲۶۹             | قانون حالت اشتغال مستخدمین شهید، جانباز، از کار افتاده و مفقودالاثر انقلاب اسلامی و جنگ تحمیلی | ۱۳۷۲            |
| ۲۷۰             | قانون چگونگی اداره مناطق آزاد تجاری – صنعتی جمهوری اسلامی ایران با اصلاحات بعدی تا ۱۳۸۸ | ۱۳۷۲            |
| ۲۷۱             | قانون استخدامی کارکنان مجلس شورای اسلامی | ۱۳۷۲            |
| ۲۷۲             | قانون اجازه تردد فارغ التحصیلان فوق لیسانس و بالاتر و متخصصان ایرانی مقیم خارج از کشور بدون بررسی وضعیت خدمت وظیفه عمومی                                                                                      | ۱۳۷۲            |
| ۲۷۳             | قانون حمایت قضایی از بسیج | ۱۳۷۱            |
| ۲۷۴             | قانون ابطال اسناد و فروش رقبات، آب و اراضی موقوفه | ۱۳۷۱            |
| ۲۷۵             | قانون حفظ و حمایت از منابع طبیعی و ذخائر جنگلی کشور | ۱۳۷۱            |
| ۲۷۶             | قانون اصلاح مواد ۱ و ۲ و ۳ قانون اصلاح و حذف موادی از قانون ثبت اسناد و املاک مصوب ۱۳۶۵/۴/۳۱ و الحاق موادی به آن                                                                                              | ۱۳۷۰            |
| ۲۷۷             | قانون نحوه تقویم ابنیه، املاک و اراضی مورد نیاز شهرداری‌ها | ۱۳۷۰            |
| ۲۷۸             | قانون مجازات اسلامی (منسوخ) | ۱۳۷۰            |
| ۲۷۹             | قانون بخش تعاونی اقتصاد جمهوری اسلامی ایران | ۱۳۷۰            |
| ۲۸۰             | قانون نظام هماهنگ پرداخت کارکنان دولت | ۱۳۷۰            |
| ۲۸۱             | قانون توسعه صنعت ایرانگردی و جهانگردی | ۱۳۷۰            |
| ۲۸۲             | قانون انتخاب وکیل توسط اصحاب دعوی | ۱۳۷۰            |
| ۲۸۳             | قانون نحوه صدور اسناد مالکیت املاکی که اسناد ثبتی آنها در اثر جنگ یا حوادث غیرمترقبه ای مانند زلزله، سیل و آتش‌سوزی از بین رفته‌اند                                                                             | ۱۳۷۰            |
| ۲۸۴             | قانون نحوه اعمال نظارت بر کاهش هزینه‌های غیرضرور و جلوگیری از تجمل گرائی | ۱۳۷۰            |
| ۲۸۵             | قانون کار | ۱۳۶۹            |
| ۲۸۶             | قانون بیمه بیکاری | ۱۳۶۹            |
| ۲۸۷             | قانون مجازات اخلالگران در نظام اقتصادی کشور | ۱۳۶۹            |
| ۲۸۸             | قانون تسهیلات استخدامی و اجتماعی جانبازان انقلاب اسلامی | ۱۳۶۹            |
| ۲۸۹             | قانون نحوه اجراء اصل هشتاد و پنجم و یکصد و سی و هشتم قانون اساسی جمهوری اسلامی ایران در رابطه با مسوولیت‌های رئیس مجلس شورای اسلامی                                                                            | ۱۳۶۸            |
| ۲۹۰             | قانون حفاظت در برابر اشعه | ۱۳۶۸            |
| ۲۹۱             | قانون تعیین وضعیت املاک واقع در طرحهای دولتی و شهرداریها | ۱۳۶۷            |
| ۲۹۲             | قانون تعزیرات حکومتی امور بهداشتی و درمانی | ۱۳۶۷            |
| ۲۹۳             | قانون جذب نیروی انسانی به نقاط محروم و دورافتاده و مناطق جنگی | ۱۳۶۷            |
| ۲۹۴             | قانون تعیین تکلیف اراضی اختلافی موضوع اجرای ماده ۵۶ قانون جنگلها و مراتع | ۱۳۶۷            |
| ۲۹۵             | قانون تشکیلات و وظایف وزارت بهداشت، درمان و آموزش پزشکی | ۱۳۶۷            |
| ۲۹۶             | قانون نحوه بازنشستگی جانبازان و معلولین و شاغلین مشاغل سخت و زیان‌آور | ۱۳۶۷            |
| ۲۹۷             | قانون اساسنامه جمعیت هلال احمر جمهوری اسلامی ایران | ۱۳۶۷            |
| ۲۹۸             | قانون ایجاد تسهیلات برای ورود رزمندگان و جهادگران داوطلب بسیجی به دانشگاه‌ها و موسسات آموزش عالی | ۱۳۶۷            |
| ۲۹۹             | قانون تشدید مجازات مرتکبین ارتشاء، اختلاس و کلاهبرداری | ۱۳۶۷            |
| ۳۰۰             | قانون مالیات‌های مستقیم | ۱۳۶۶            |
| ۳۰۱             | قانون محاسبات عمومی کشور | ۱۳۶۶            |
| ۳۰۲             | قانون نفت | ۱۳۶۶            |
| ۳۰۳             | قانون تشکیل دادگاه‌های سیار (منسوخ) | ۱۳۶۶            |
| ۳۰۴             | قانون زمین شهری | ۱۳۶۶            |
| ۳۰۵             | قانون ارتش جمهوری اسلامی ایران | ۱۳۶۶            |
| ۳۰۶             | قانون نحوه پرداخت محکوم به دولت و عدم تأمین و توقیف اموال دولتی | ۱۳۶۵            |
| ۳۰۷             | قانون تعیین حدود وظایف و اختیارات و مسئولیت‌های ریاست جمهوری اسلامی ایران | ۱۳۶۵            |
| ۳۰۸             | قانون اهداف و وظایف وزارت فرهنگ و ارشاد اسلامی | ۱۳۶۵            |
| ۳۰۹             | قانون مطبوعات | ۱۳۶۴            |
| ۳۱۰             | قانون دریافت عوارض خروج از کشور | ۱۳۶۴            |
| ۳۱۱             | قانون انتخابات ریاست جمهوری اسلامی ایران | ۱۳۶۴            |
| ۳۱۲             | قانون مقررات انتظامی هیئت علمی دانشگاه‌ها و مؤسسات آموزش عالی و تحقیقاتی کشور | ۱۳۶۴            |
| ۳۱۳             | قانون تشکیلات و اختیارات سازمان حج و اوقاف و امور خیریه | ۱۳۶۳            |
| ۳۱۴             | قانون الحاق دولت جمهوری اسلامی ایران به کنوانسیون بین‌المللی منع و مجازات جنایت آپارتاید | ۱۳۶۳            |
| ۳۱۵             | قانون ابطال اسناد فروش رقبات، آب و اراضی موقوفه | ۱۳۶۳            |
| ۳۱۶             | قانون تشکیل شوراهای اسلامی کار | ۱۳۶۳            |
| ۳۱۷             | قانون خدمت وظیفه عمومی | ۱۳۶۳            |
| ۳۱۸             | قانون نحوه اجرای اصل ۴۹ قانون اساسی جمهوری اسلامی ایران | ۱۳۶۳            |
| ۳۱۹             | قوانین و مقررات روابط موجر و مستأجر | ۱۳۶۲            |
| ۳۲۰             | قانون عملیات بانکی بدون ربا (بهره( | ۱۳۶۲            |
| ۳۲۱             | قانون اجازه تأسیس مطب | ۱۳۶۲            |
| ۳۲۲             | قانون تأسیس وزارت اطلاعات جمهوری اسلامی | ۱۳۶۲            |
| ۳۲۳             | قانون تعاریف و ضوابط تقسیمات کشوری | ۱۳۶۲            |
| ۳۲۴             | قانون راجع به تعیین وظایف و تشکیلات شورای امنیت کشور | ۱۳۶۲            |
| ۳۲۵             | قانون توزیع عادلانه آب | ۱۳۶۱            |
| ۳۲۶             | قانون شرایط انتخاب قضات دادگستری | ۱۳۶۱            |
| ۳۲۷             | قانون تشکیل سازمان بازرسی کل کشور | ۱۳۶۰            |
| ۳۲۸             | قانون راجع به لغو حق مرغوبیت | ۱۳۶۰            |
| ۳۲۹             | قانون اراضی شهری | ۱۳۶۰            |
| ۳۳۰             | قانون حفظ و گسترش فضای سبز در شهرها | ۱۳۵۹            |
| ۳۳۱             | لایحه نحوه خرید و تملک اراضی و املاک برای اجرای برنامه‌های عمومی، عمرانی و نظامی دولت | ۱۳۵۸            |
| ۳۳۲             | قانون لغو مالکیت اراضی موات شهری و کیفیت عمران آن | ۱۳۵۸            |
| ۳۳۳             | قانون اساسی جمهوری اسلامی ایران | ۱۳۵۸            |
| ۳۳۴             | قانون افراز و فروش املاک مشاع | ۱۳۵۷            |
| ۳۳۵             | قانون اصلاح پاره ای از قوانین دادگستری | ۱۳۵۶            |
| ۳۳۶             | قوانین و مقررات روابط موجر و مستأجر | ۱۳۵۶            |
| ۳۳۷             | قانون اجرای احکام مدنی | ۱۳۵۶            |
| ۳۳۸             | قانون صدور چک | ۱۳۵۵            |
| ۳۳۹             | قانون ثبت احوال | ۱۳۵۵            |
| ۳۴۰             | قانون تشکیل صندوق حمایت وکلا و کارگشایان دادگستری | ۱۳۵۵            |
| ۳۴۱             | قانون اجازه الحاق دولت ایران به کنوانسیون ۱۲ اکتبر ۱۹۲۹ ورشو و پروتکل ۲۸ سپتامبر ۱۹۵۵ لاهه و کنوانسیون ۱۸ سپتامبر ۱۹۶۱ گوادالاخارا و پروتکل ۸ مارس ۱۹۷۱ گواتمالا                                              | ۱۳۵۴            |
| ۳۴۲             | قانون تأمین اجتماعی | ۱۳۵۴            |
| ۳۴۳             | قانون دفاتر اسناد رسمی و کانون سر دفتران و دفتریاران | ۱۳۵۴            |
| ۳۴۴             | قانون مربوط به مواد روان‌گردان (پسیکوتروپ) | ۱۳۵۴            |
| ۳۴۵             | قانون اراضی مستحدث و ساحلی | ۱۳۵۴            |
| ۳۴۶             | قانون حمایت خانواده | ۱۳۵۳            |
| ۳۴۷             | قانون تشکیل وزارت امور اقتصادی و دارائی | ۱۳۵۳            |
| ۳۴۸             | قانون مجازات انتشار و افشای اسناد محرمانه و سری دولتی | ۱۳۵۳            |
| ۳۴۹             | قانون ترجمه و تکثیر کتب و نشریات و آثار صوتی | ۱۳۵۲            |
| ۳۵۰             | قانون نظام معماری و ساختمانی | ۱۳۵۲            |
| ۳۵۱             | قانون پولی و بانکی کشور | ۱۳۵۱            |
| ۳۵۲             | قانون گذرنامه | ۱۳۵۱            |
| ۳۵۳             | قانون تأسیس شورای عالی شهرسازی و معماری ایران | ۱۳۵۱            |
| ۳۵۴             | قانون برنامه و بودجه کشور | ۱۳۵۱            |
| ۳۵۵             | قانون تشکیل صندوق تعاون وکلاء و تأمین هزینه‌های کانون وکلاء دادگستری | ۱۳۵۰            |
| ۳۵۶             | قانون حمایت حقوق مؤلفان و مصنفان و هنرمندان | ۱۳۴۸            |
| ۳۵۷             | قانون مجازات تبانی در معاملات دولتی | ۱۳۴۸            |
| ۳۵۸             | قانون نوسازی و عمران شهری | ۱۳۴۷            |
| ۳۵۹             | قانون آب و نحوه ملی شدن آن | ۱۳۴۷            |
| ۳۶۰             | قانون حفظ نباتات | ۱۳۴۶            |
| ۳۶۱             | قانون شکار و صید | ۱۳۴۶            |
| ۳۶۲             | قانون مواد خوردنی و آشامیدنی و آرایشی و بهداشتی | ۱۳۴۶            |
| ۳۶۳             | قانون حفاظت و بهره‌برداری از جنگلها و مراتع | ۱۳۴۶            |
| ۳۶۴             | قانون سازمان برق ایران | ۱۳۴۶            |
| ۳۶۵             | قانون تأسیس بورس اوراق بهادار | ۱۳۴۵            |
| ۳۶۶             | قانون استخدام کشوری | ۱۳۴۵            |
| ۳۶۷             | قانون استفاده از بی‌سیم‌های اختصاصی و غیرحرفه‌ای (آماتوری) | ۱۳۴۵            |
| ۳۶۸             | قانون مؤسسات حمل و نقل و تعمیرگاه‌های اتومبیل و گاراژهای عمومی | ۱۳۴۵            |
| ۳۶۹             | قانون اجازه پرداخت پنجاه درصد از حق‌الوکاله‌های وصولی به نمایندگان قضائی و کارمندان مؤثر در پیشرفت دعاوی دولت                                                                                                   | ۱۳۴۴            |
| ۳۷۰             | قانون دریایی | ۱۳۴۳            |
| ۳۷۱             | قانون تملک آپارتمان‌ها | ۱۳۴۳            |
| ۳۷۲             | قانون حمایت صنعتی و جلوگیری از تعطیل کارخانه‌های کشور | ۱۳۴۳            |
| ۳۷۳             | لایحه قانونی ملی کردن جنگل‌ها | ۱۳۴۱            |
| ۳۷۴             | قانون مسئولیت مدنی | ۱۳۳۹            |
| ۳۷۵             | قانون مربوط به مجازات پاشیدن اسید | ۱۳۳۷            |
| ۳۷۶             | قانون راجع به منع مداخله وزراء و نمایندگان مجلسین و کارمندان در معاملات دولتی و کشوری | ۱۳۳۷            |
| ۳۷۷             | قانون چک‌های تضمین‌شده | ۱۳۳۷            |
| ۳۷۸             | قانون شهرداری | ۱۳۳۴            |
| ۳۷۹             | لایحه قانونی راجع به اشتباهات ثبتی و اسناد مالکیت معارض مصوب ۱۳۳۳ | ۱۳۳۳            |
| ۳۸۰             | لایحه استقلال کانون وکلای دادگستری | ۱۳۳۳            |
| ۳۸۱             | قانون اصلاح بعضی از مواد قانون ثبت و قانون دفاتر رسمی | ۱۳۲۲            |
| ۳۸۲             | قانون اصلاح پارۂ از مواد قانون ثبت اسناد و املاک، قانون دفتر اسناد رسمی، قانون دلالان، قانون ازدواج و قانون معاملات بانکی                                                                                     | ۱۳۲۰            |
| ۳۸۳             | قانون امور حسبی | ۱۳۱۹            |
| ۳۸۴             | قانون اداره تصفیه امور ورشکستگی | ۱۳۱۸            |
| ۳۸۵             | قانون راجع به ترجمه اظهارات و اسناد در محاکم و دفاتر رسمی | ۱۳۱۶            |
| ۳۸۶             | قانون راجع به تعیین قیم اتفاقی | ۱۳۱۶            |
| ۳۸۷             | قانون وکالت | ۱۳۱۵            |
| ۳۸۸             | قانون اعسار (منسوخ) | ۱۳۱۳            |
| ۳۸۹             | قانون تجارت | ۱۳۱۱            |
| ۳۹۰             | قانون ثبت اسناد و املاک | ۱۳۱۰            |
| ۳۹۱             | قانون راجع به اموال غیرمنقول اتباع خارجی | ۱۳۱۰            |
| ۳۹۲             | قانون راجع به ورود و اقامت اتباع خارجه در ایران | ۱۳۱۰            |
| ۳۹۳             | قانون تصدیق انحصار وراثت | ۱۳۰۹            |
| ۳۹۴             | قانون مجازات راجع به انتقال مال غیر | ۱۳۰۸            |
| ۳۹۵             | قانون مدنی | ۱۳۰۷            |
| ۳۹۶             | قانون استخدام کشوری | ۱۳۰۱            |
| ۳۹۷             | قانون وظایف یا مستمریات | ١٢٨٧            |
| ۳۹۸             | قانون وظایف یا مستمریات | ١٢٨۶            |
| ۳۹۹             | قانون تشکیل ایالات و ولایات و دستورالعمل حکام | ١٢٨۶            |
| ۴۰۰             | قانون مطبوعات | ١٢٨۶            |
| ۴۰۱             | قانون بلدیه | ١٢٨۶            |
| ۴۰۲             | قانون انجمن‌های ایالتی و ولایتی | ۱۲۸۶            |
| ۴۰۳             | متمم قانون اساسی در ۱۰۷ ماده | ۱۲۸۶            |
| ۴۰۴             | نظام‌نامه اساسی (قانون اساسی) | ۱۲۸۵            |
| ۴۰۵             | نظام‌نامه داخلی دارالشورای ایران | ۱۲۸۵            |